# The King of Kong: Por un puñado de monedas
The King of Kong: Por un puñado de monedas (en inglés: The King of Kong: A Fistful of Quarters) es una película documental estadounidense de 2007 sobre juegos de arcade competitivos dirigida por Seth Gordon. Sigue a Steve Wiebe en sus intentos de tomar el récord del puntaje más alto para el juego de arcade de 1981 Donkey Kong de Billy Mitchell. 
La película se estrenó en el Festival de Cine Slamdance de 2007.

## Recepción
En el agregador de reseñas Rotten Tomatoes, la película tiene un índice de aprobación del 97 % basado en 102 reseñas, con una calificación promedio de 8.15/10. El consenso crítico del sitio web dice: "The King of Kong: Por un puñado de monedas es divertido y convincente con más de unas pocas ideas conmovedoras sobre el comportamiento humano. El director Seth Gordon presenta a los jugadores de King Kong en duelo en toda su complejidad obsesiva y con observaciones perfectamente al dente". En Metacritic, la película tiene una puntuación media ponderada de 83 sobre 100, basada en 23 críticos, lo que indica "aclamación universal".